# 5847 Вакія
5847 Вакія (5847 Wakiya) — астероїд головного поясу, відкритий 18 грудня 1989 року.
Тіссеранів параметр щодо Юпітера — 3,369.
Названо на честь Вакія (яп. わきや(脇屋)).